# Martinskirche (Bergheim)

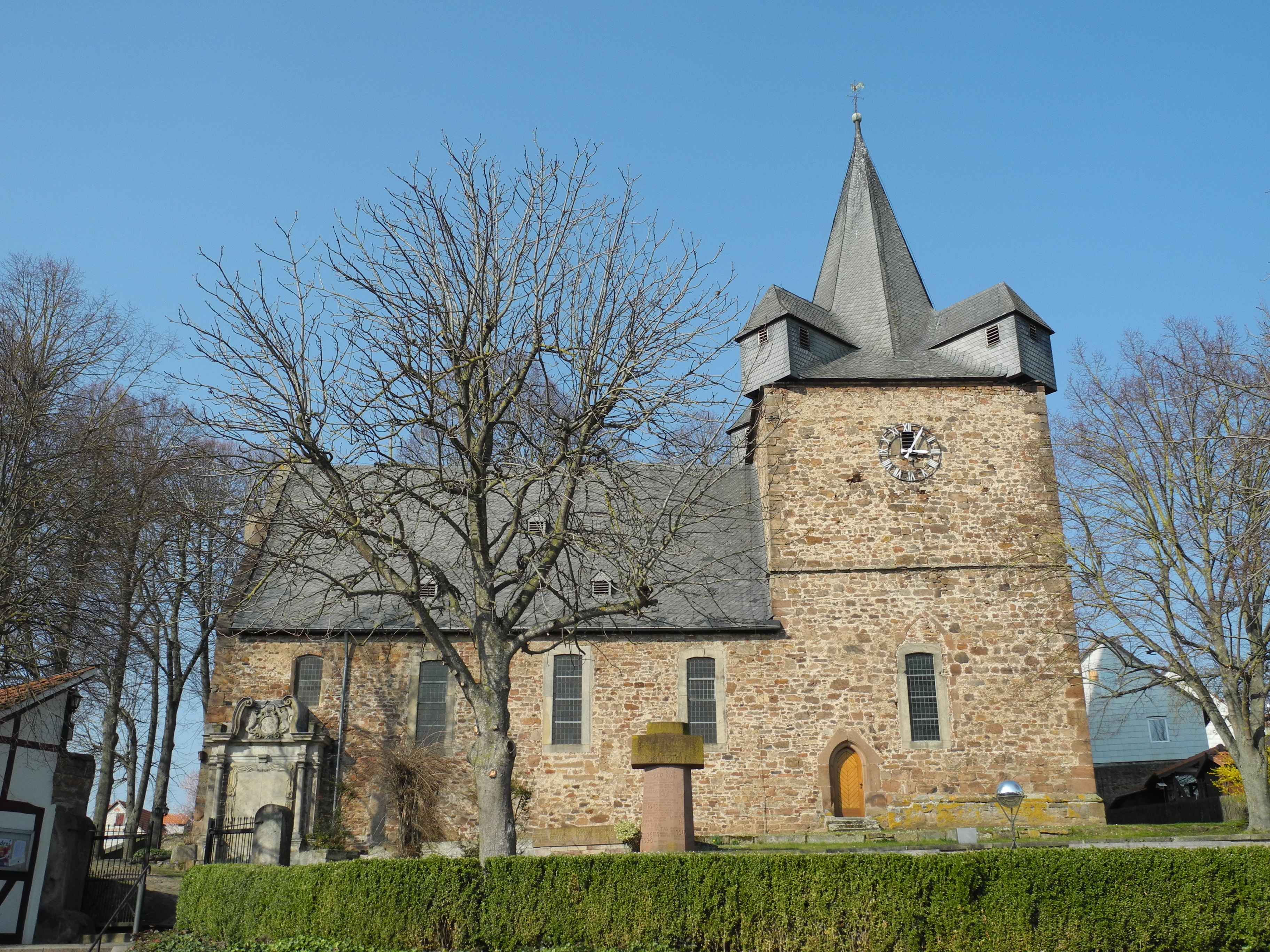
Martinskirche von Süden (2022)

Die evangelisch-unierte Martinskirche steht in Hanglage über der Eder von Bergheim, einem Ortsteil der Gemeinde Edertal im Landkreis Waldeck-Frankenberg von Hessen. Die Kirchengemeinde gehört zum Kirchenkreis Eder im Sprengel Marburg der Evangelischen Kirche von Kurhessen-Waldeck.

## Beschreibung

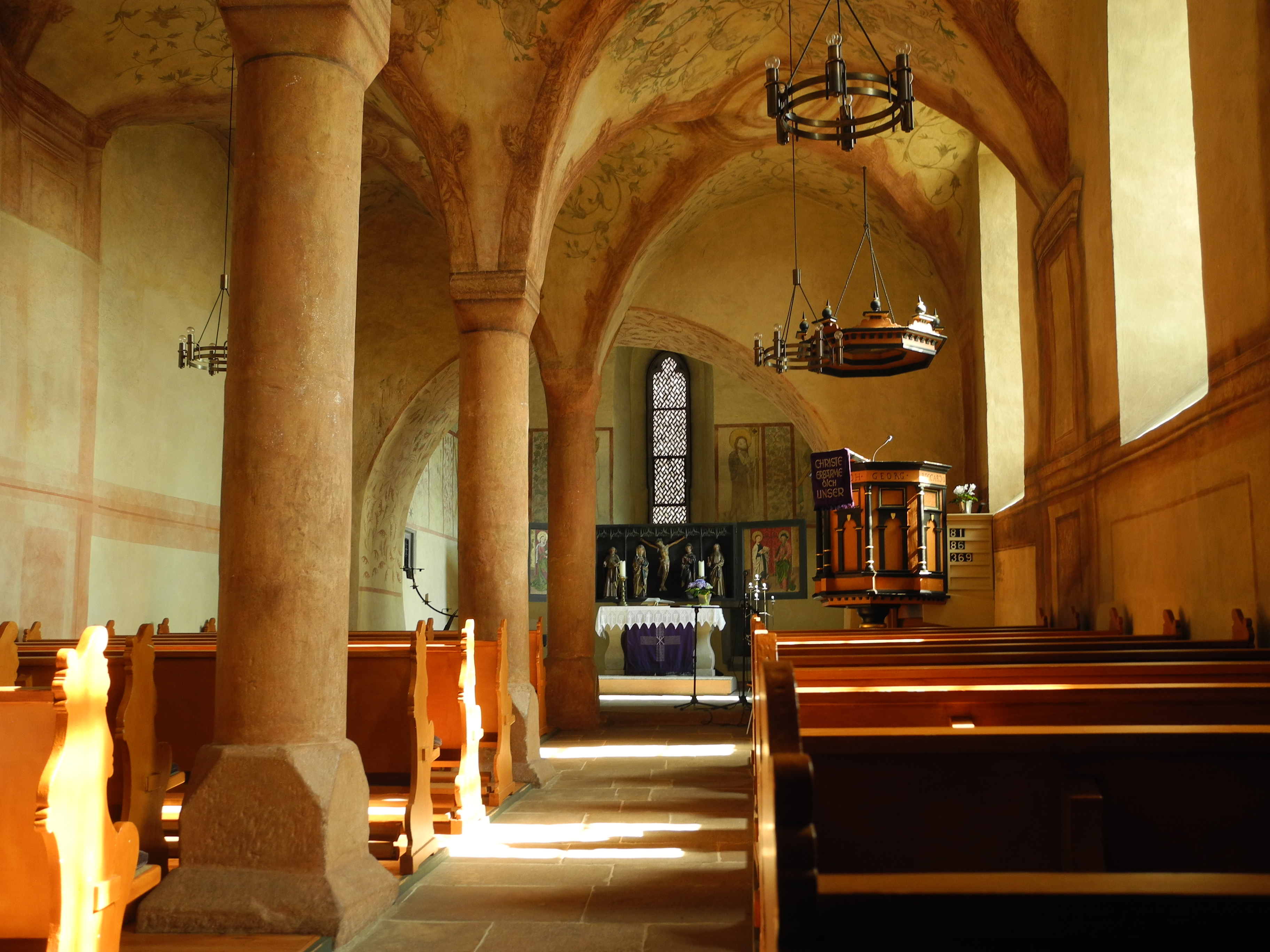
Langhaus mit Blick auf den Chorturm

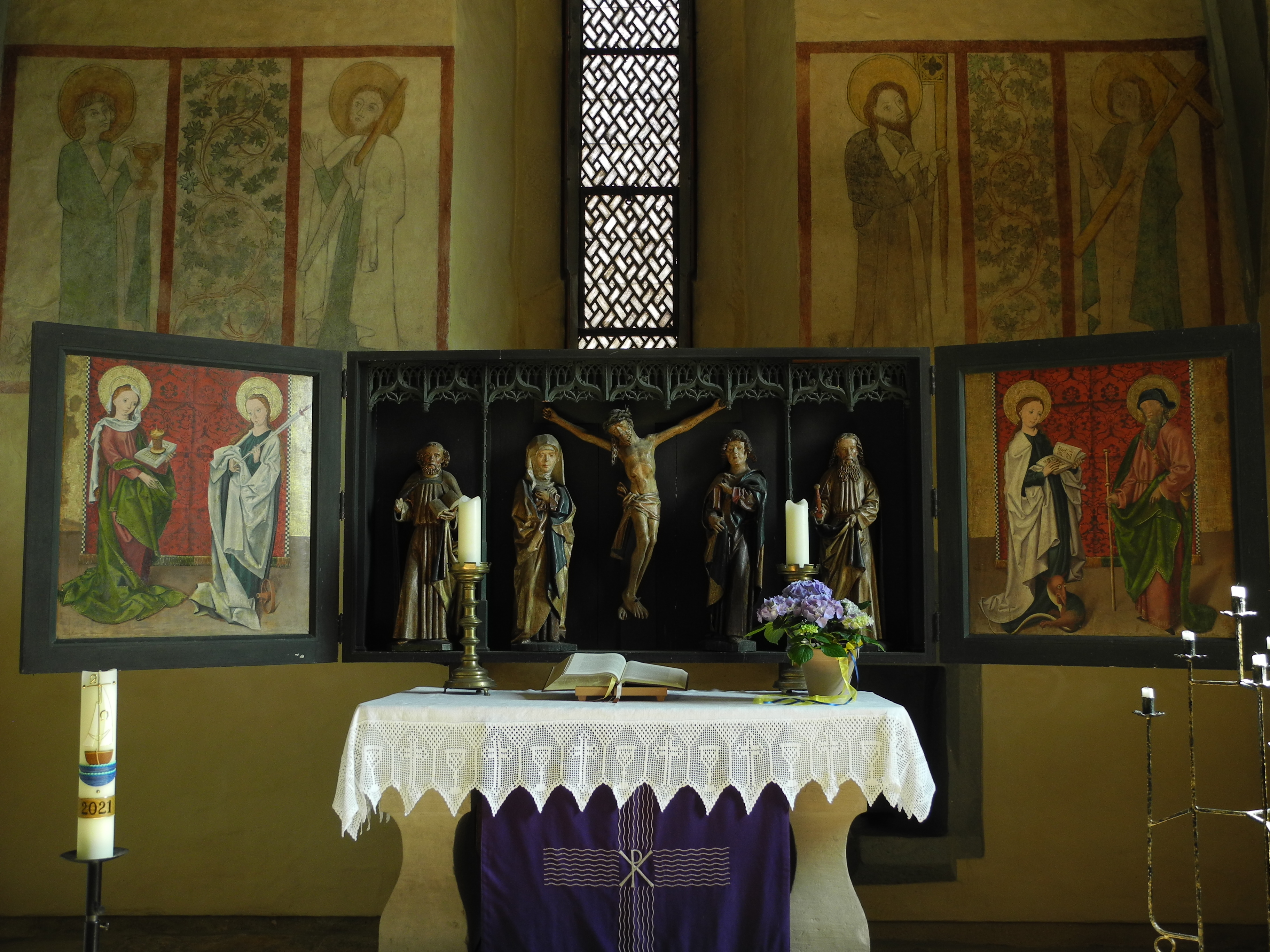
Chorturm mit Flügelaltar (Ende des 15. Jahrhunderts)

Die älteste Erwähnung der Kirche stammt aus dem Jahr 1085. Zu dieser Zeit war Bergheim Sitz eines Archipresbyterats, es gab also vor dieser Zeit bereits eine Kirche, von der nichts mehr vorhanden ist. Die heutige Hallenkirche aus der 2. Hälfte des 11. Jahrhunderts ist im Kern eine Wehrkirche aus Bruchsteinen. Sie war 1331 durch einen Brand zu großen Teilen zerstört und der massive Chorturm in Breite des Langhauses über quadratischem Grundriss wurde erst danach in seiner heutigen Form erbaut. Der achtseitige spitze schiefergedeckte Helm des Turms wird von vier Wichhäuschen flankiert. Nach Westen schließt sich das Langhaus aus zwei von einer Reihe Säulen getrennten Kirchenschiffen zu vier Jochen an. Der kreuzrippengewölbte Chor und das mit einem Kreuzgratgewölbe überspannte Langhaus sind durch einen Triumphbogen verbunden. Die Fenster an der Nord- und Südseite sind aus dem Barock, Reste von Spitzbögen weisen auf ältere Fenster hin. Das Portal an der Westseite trägt die Jahreszahl 1745, das an der Südseite ist vermauert. Die Wandmalereien des Langhauses stammen von 1573, die des Chors aus der Zeit um 1460. Sie wurden während der Restaurierung 1932 freigelegt. Im geschnitzten Schrein des spätgotischen Flügelaltars ist die Kreuzigung dargestellt, die Flügel sind mit Heiligen und der Verkündigung des Herrn bemalt. Das Taufbecken stammt von 1731, die Kanzel von 1687. Für die in der Gruft bestatteten Angehörigen des Grafenhauses Waldeck-Bergheim ist ein klassizistischer Grabstein vorhanden. Außen befindet sich ein Epitaph für Ernst Heinrich Georg Graf zu Waldeck-Bergheim. Die Orgel mit elf klingenden Registern, zwei Manualen und einem Pedal wurde von Elmar Krawinkel gebaut.